# Crematório (banda)
Crematório (Крематорий - 'Crematório') uma banda de rock russa, formado pelo front man, vocalista e compositor principal Armen Grigoryan (Армен Григорян) e Vyacheslav Bukharov, Andrey Sarayev, Vladimir Burkhel e Sergey Tretyakov. O grupo foi formado em 1983 em Moscou.

## História
O grupo foi formado em 1983 por Armen Grigoryan e Viktor Troyegubov (Виктор Троегубов) e rapidamente ganhou popularidade nas rodas de rock de Moscou. Depois andaram pensando em muitos nomes como "The Lady Killers" e "Black Sunday," o grupo finalmente decidiu em "Crematorium." Depois do lançamento de Illusionary World (Иллюзорный мир) em 1985, o grupo ganhou uma reputação por fora da antiga União Soviética e começou os shows por todo o país. Em 1986 "Crematório" entrou para o laboratório de rock em Moscou. Entretanto, Troyegubov deixou como resultado de discórdia entre dois líderes e formaram um novo projeto chamado Smoke (Дым). Crematório continuou ganhar em popularidade até que vários membros do grupo dexairam depois do lançamento de Coma (Кома) em 1988. Grigoryan sucedeu em desenhar novos músicos para a banda. A formação tem sido outra forma inalterada até hoje. A banda tem mudando com tempos, "emergindo nas palavras de Rodion Schedrin, como a original banda "Waltz-Rock" , muito diferente de começo underground, mas sempre verdadeira a paixão para criar músicas. O atual repertório cover da banda tem uma variedade de estilos".
O primeiro álbum conceitual do grupo, "Zombi", foi escrito por volta do final de 1990, e, lançado em 1991. Ele foi considerado pela Zvuki.ru como um álbum "habitado por certas estranhas e prodigiosas criaturas, algumas terríveis, e outros organismos Tolkienos dificilmente reconhecíveis no escuro".
Troyegubov temporariamente retornou para o grupo em 1993 como um músico e diretor do grupo. Em 1994, a banda trabalhou no filme Tatsu (Тацу); entretanto, o filme não foi um sucesso e nunca foi rentável, embora os clipes de filme são frequentementes usados nos videoclipes do Crematório. Depois de outra desavença, Troyegubov deixou a banda pela segunda e ultima vez. Ele mais tarde escreveu um livro intitulado "Life in Krematorij and Outside It" onde eles fazem muitas acusações sobre Grigoryan. Ele retornou para o Smoke que rapidamente acabou.
Crematório continuou sua vida criativa, lançando mais álbuns e fazendo shows no mundo inteiro. Crematório contribuiu muito para o desenvolvimento do estilo rock da Rússia. A banda continua a deliciar a seu público em toda a antiga União Soviética, Holanda, Alemanha, Israel e Estados Unidos. Grigoryan compos muitas letras variadas que frequentemente concordam com os temas da vida e morte em vários contextos religiosos. O uso de um violino serve para dar a Crematório uma individualidade que tem sido essencial para o grupo continuar com sua popularidade.
Em 2000, Crematório lançou um álbum intitulado "Three Sources" um nome que foi dado no Apocalypse, de um capítulo sobre 3 espíritos pegaram parte em uma batalha durante o Armageddon. "Para um epigrama para o álbum eu inclui uma citação da música "Zveroyascher", onde estão estando humanos e animais, e todas as coisas que estão entre eles...", disse Armen Grigoryan.
No ano de 2006 Armen Grigoryan começou novo projeto 3' Angel e lançou o álbum "Chinese Tank".
Em 2008 música nova de Crematório, "Amsterdam" ficou no Top 13 da Russian Nashe Radio por algumas semanas.

## Discografia
- Винные мемуары / Wine Memoirs (1983)
- Крематорий / Crematorium (1984)
- Иллюзорный мир / World of Illusions (1985)
- Кома / Coma (1988)
- Клубника со льдом / Strawberries on Ice (1989)
- Зомби / Zombie (1991)
- Танго на облаке / Tango on the Cloud (1994)
- Текиловые сны / Tequila Dreams (1995)
- Гигантомания / Gigantomania (1996)
- Микронезия / Micronesia (1996)
- Ботаника / Botany (1997
- Три источника / Three Springs (2000)
- Реквием Для Всадника Без Головы / Requiem for the Headless Horseman (2001)
- Мифология / Mythology (2002)
- Рок`н`ролл / Rock'n'Roll (2003)
- Амстердам / Amsterdam (2008)
- XXV Лет / The Best (2009)
- Чемодан Президента / President's Suitcase (2013)
- Люди-невидимки / Invisible People (2016)